# Calytrix drummondii
Calytrix drummondii är en myrtenväxtart som först beskrevs av Carl Daniel Friedrich Meisner, och fick sitt nu gällande namn av Lyndley Alan Craven. Calytrix drummondii ingår i släktet Calytrix och familjen myrtenväxter. Inga underarter finns listade i Catalogue of Life.